# Palm Beach (Florida)
Palm Beach (literalmente "Playa de Las Palmeras") es un pueblo ubicado en una isla en el condado de Palm Beach, en el estado estadounidense de Florida. En el censo de 2010 tenía una población de 8348 habitantes y una densidad de población de 290,51 habitantes por km². Palm Beach es una de las ciudades con mayor renta per cápita del país y tradicional reducto de millonarios, artistas, deportistas, miembros de la nobleza y celebridades, como Yōko Ono, Donald Trump y Jeffrey Epstein, que mantienen sus residencias de invierno allí. La ciudad posee museos, teatros, centros de recreación y la calle Worth donde se encuentran las casas de firma de moda y arte.

## Geografía

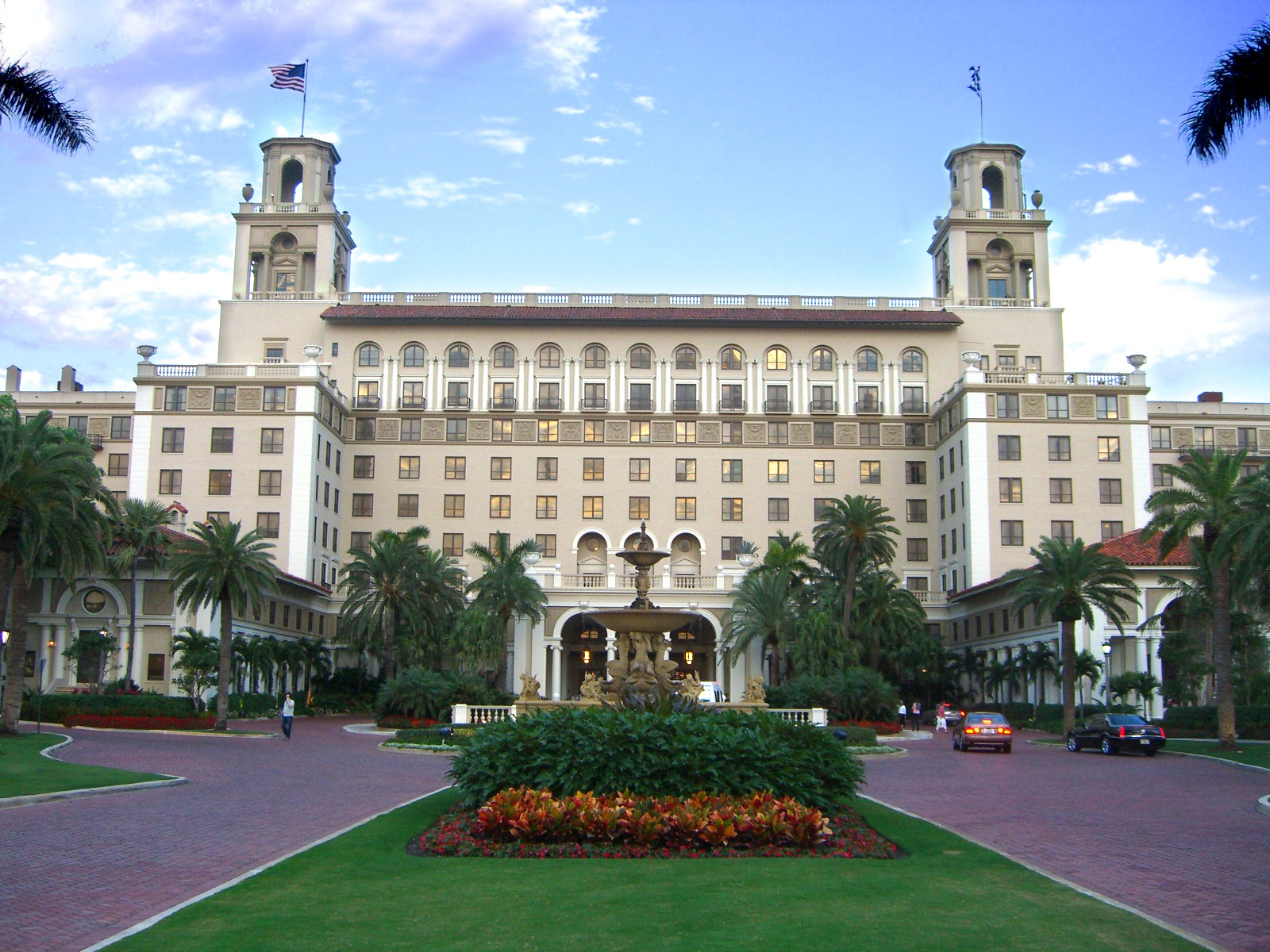
Breakers Hotel.

Palm Beach se encuentra ubicado en las coordenadas 26°41′9″N 80°2′14″O / 26.68583, -80.03722. Según la Oficina del Censo de los Estados Unidos, Palm Beach tiene una superficie total de 28.74 km², de la cual 10.82 km² corresponden a tierra firme y (62.33 %) 17.91 km² es agua.

## Demografía
Según el censo de 2010, había 8348 personas residiendo en Palm Beach. La densidad de población era de 290,51 hab./km². De los 8348 habitantes, Palm Beach estaba compuesto por el 97.44 % blancos, el 0.63 % eran afroestadounidenses, el 0.02 % eran amerindios, el 1.04 % eran asiáticos, el 0 % eran isleños del Pacífico, el 0.35 % eran de otras razas y el 0.52 % pertenecían a dos o más razas. Del total de la población el 3.92 % eran hispanos o latinos de cualquier raza.
En el censo de 2000, más de la mitad de la población (52,7 %) tienen 65 años de edad o más, con una edad media de 67 años. 9,4 % son menores de 18 años, el 1,5 % son de 18 a 24, el 11,5% tienen entre 25 a 44, y el 25,0 % de 45 a 64. Por cada 100 mujeres hay 79,3 hombres. Por cada 100 mujeres de edad de 18 años, hay 77,0 hombres.
La renta per cápita para la ciudad era $ 109.219. Los varones tenían una renta mediana de $ 71.685 contra $ 42.875 para las mujeres. 5,3 % de la población y el 2,4 % de las familias están por debajo del umbral de pobreza. 4,6 % de los menores de 18 años y 2.9 % de esos 65 y de más viejo están viviendo debajo de la línea de pobreza.
La distribución por razas de la ciudad es de 96% Euro americano (93,8 % eran blancos no hispanos) [8], 2,57 % Negro, 0,53% asiáticos, 0,04 % nativos americanos, 0,02 % isleños pacíficos, 0.21 % de otras razas, y 0,63 % a partir de dos o más razas. 2,56 % de la población eran hispánicos o Latino de cualquier raza.
Las 10 468 personas en la ciudad están organizados en 5789 hogares y 3 021 familias. La densidad de población es de 2669.2 habitantes por milla cuadrada (1,031.1 / km²). Hay 9948 unidades de cubierta en una densidad media de 2,536.6 por milla cuadrada (979.8/km²). 7,7 % de los hogares tienen niños bajo edad de 18 que vivían con ellos, 48.1 % era pares casados viviendo juntas, 3.3 % tenían un cabeza de familia femenino sin presencia del marido y 47.8 % eran no-familias. 42,6 % de todas las casas fueron compuestos de individuos y 27.6 % tienen a alguna persona anciana mayor de 65 años de edad o más viejos. El tamaño medio del hogar era 1.81 y el tamaño medio de la familia es 2,38.

## Educación
El Distrito Escolar del Condado de Palm Beach gestiona las escuelas públicas, entre ellas la escuela primaria pública de Palm Beach.
También hay dos escuelas privadas en el pueblo: Palm Beach Day Academy y Rosarian Academy (una escuela católica).
El Sistema de Bibliotecas del Condado de Palm Beach gestiona las bibliotecas públicas.

## Puntos de interés
- Breakers Hotel
- Four Arts Gardens
- Mar-A-Lago
- Flagler Museum
- Worth Avenue
- St. Edward Roman Catholic Church